# Tetsushi Yamakawa
Tetsushi Yamakawa (山川 哲史 Yamakawa Tetsushi?), född 1 oktober 1997 i Hyōgo prefektur, är en japansk fotbollsspelare.
Yamakawa började sin karriär 2020 i Vissel Kobe.